# Ilya Spodobets
 (juillet 2022).
Ilya Spodobets (en russe : Илья Сподобец) est un joueur russe de volley-ball né le 26 juillet 1997. Il joue réceptionneur-attaquant.

## Palmarès

### Clubs
Coupe de la CEV:
- 2018[2]

### Équipe nationale
Championnat d'Europe des moins de 21 ans:
- 2016

Championnat du Monde des moins de 21 ans:
- 2017